# 松平頼雄 (西条藩嫡子)
松平 頼雄（まつだいら よりかつ）は、江戸時代前期から中期にかけての伊予国西条藩の世嗣。官位は従四位下・侍従、山城守。実父により無実の罪によって廃嫡され、非業の最期を遂げたとされる。

## 生涯
寛文8年（1668年）3月22日、西条藩主・松平頼純の四男として江戸で誕生。母は正室本多忠義の娘清性院（1673年死亡）。孝行心が深く、方正で、非難の余地がない人物だったことで、史料は全て一致する。
頼雄の最初の不幸は6歳の時、頼純の正室であり、頼雄の生母であった本多氏（法号は清性院）が死去したことである。その後、頼純は側室であった太田氏（観樹院）を寵愛し、その間に出来た頼致を可愛がるようになる。
それでも元禄11年（1698年）10月、同母兄・頼路の死によって元禄12年（1699年）4月7日に頼雄は32歳で嫡子となる。以後、同年12月18日に従四位下・侍従となり、翌元禄13年1月13日に山城守と改めた。元禄13年（1700年）7月28日に月次登城を果たした。
しかし、元禄14年（1701年）6月の嘉定初登城の直後から藩主の父・頼純の態度が変わった。頼雄を避けて疎んじ、重臣の強い反対にかかわらず世子の立場から退けて廃嫡しようとした。家老の奥村正尚と渥美勝之はたびたび頼純に翻意を諫言したが聞き入れられず、宝永3年（1706年）に頼純は「行跡無宜」という漠然とした理由を挙げた上で老中に届けて頼雄を義絶し、江戸郊外渋谷にあった西条藩下屋敷の一間に押し込んだ。すぐ後、「かねての御願いの通り」に愛妾の子・頼致を世嗣にした。さらに宝永6年（1709年）には頼純が渥美を手討ちにし、渥美の妻子、その他の渥美の親族、関係者を大勢処罰した。理由は、渥美が頼雄の処罰の件に対して強諌したことにあった。押し込め処分を解かないままに正徳元年（1711年）に頼純は死去し、頼致が30歳で西条藩主となった。
宝永2年（1705年）、本家の紀州藩主となっていた従弟・徳川吉宗が、頼雄の西条藩下屋敷での座敷牢のような生活を憐れみ、頼雄を別邸に移したが、江戸では何かと気が詰まるだろうと正徳3年（1713年）に紀伊国へ移した。
紀州和歌山では吉宗が何かと心配りを行い、書籍も望みのままに与え、また京都から婦人を迎えたが、頼雄はこれを断り、自らを「父の勘気を蒙った不肖の息子」だとしてもっぱら謹慎した。「父の不興を買うたる者は日の光を受けるは恐れ多し」と庭に出るにも笠を付けるほどであったという。
このような謹慎生活を過ごすにあたり、吉宗は和歌山は藩士も多く、心落ち着き蟄居するにはさらに田舎が良いだろうと、御附家老安藤家の領地であった田辺藩の下秋津（現和歌山県田辺市）の高台に30間四方の邸宅を建て、その年の12月に頼雄をそこに移し住まわせた。頼雄はここで官職を投げ捨て、松平左門と名乗った。
ところが、享保元年（1716年）に吉宗は将軍となって紀州を去ることとなった。西条藩主であった異母弟の頼致が徳川宗直と名を改めて紀州藩主となり、さらにその弟であった頼渡が西条藩を継いだ。これにより頼雄の西条藩嗣子としての道は完全に閉ざされた。
享保3年（1718年）5月、死去。死因は現在でもはっきりとしない。一説によると、日高郡小松原村（現：御坊市）の九品寺に立ち寄ったところを刺客に殺されたと言われる。九品寺には大名塚という五輪塔があって、頼雄の墓であると伝えられている。あるいは、紀州藩主の代替わりを数年後に知った頼雄が、「弟殿の御代となっては養ひ受くべきは思いもよらず」と宗直が差し入れを送っていたことを知り反発し、病気を訴え、絶食の末に餓死したとも言われる。
葬式は田辺の本正寺で、三つの藩の目付の前で行われた。頼雄は和歌山の感應寺に葬られており、安永5年（1776年）には紀州藩9代藩主徳川治貞が参墓しており、寛政5年（1793年）3月からは10代藩主治宝が名代による墓参を始め、文化3年（1806年）5月には和歌山城内に邦安社を建立して頼雄の祭典を執行し、天保6年（1835年）からは紀州藩においては頼雄を西条松平家の嫡子として扱うこととなった。
戒名は「本地院殿守玄日得大居士」。墓所は和歌山の感應寺、位牌堂は田辺の本正寺、供養塚は御坊の九品寺。
頼雄を祀る邦安社は、幕末に日前宮（日前神宮・國懸神宮）へ遷座し、末社邦安神社となっている。

## 死後の扱い
安永5年（1776年）に宗直の子・徳川治貞が和歌山に入部したが、その年から毎年公然と頼雄の墓を訪問した。その後、頼雄の嫡子としての地位が回復され、文化3年（1806年）にその「冤魂」を慰めるため和歌山の邦安社が創建された。

## 演じた俳優
- 寺泉憲 : 『八代将軍吉宗』（NHK大河ドラマ、1995年） - 本作での頼雄は「不遇をかこつあまり隠れキリシタンになり、一時期はそれが廃嫡の理由とされた」と、史実と全く異なる設定にされた。